# Mongolia na Zimowych Igrzyskach Olimpijskich 2010
Mongolię na Zimowych Igrzyskach Olimpijskich 2010 reprezentowało 2 zawodników.

## Kadra

### Biegi narciarskie
- Erden-Oczir Oczirsüren
  - bieg indywidualny mężczyzn na 15 km techniką dowolną - czas: 42:27,4 (strata +8:51,1); 87 miejsce (na 96 zawodników)
- Chürelbaataryn Chasz-Erden
  - bieg indywidualny kobiet na 15 km techniką dowolną - czas: 32:56,1 (strata +7:57,7); 74 miejsce (na 78 zawodniczek)